# Afro szamuráj: Feltámadás
Az Afro szamuráj: Feltámadás (アフロサムライ レザレクション; Afuro Szamurai Rezarekuson; Hepburn: Afuro Samurai Rezarekushon; Afro Samurai: Resurrection, stilizálva ΛFΓO SΛMUΓΛI RESUΓΓECTIOΠ) 2009-ben bemutatott  amerikai–japán televíziós anime film, mely a 2007-es Afro szamuráj című minisorozat folytatása.
Bemutatója a Spike televízióadón volt 2009. január 25-én. A főszereplőket Samuel L. Jackson és Lucy Liu szólaltatják meg.
Magyarországon az Animax vetítette négy részben 2010. április 17–18-án.

## Cselekmény
Afro maga mögött hagyta korábbi véráztatta életét és már nem viseli az Első fejpántját, napjait azzal tölti, hogy fából készít szobrokat apjáról és azokról, akiket megölt. Az Első fejpántját elrejtette, a Második fejpántja pedig a Dzsinnóval való harca óta eltűnt. Azonban egy nap a feltámadt Dzsinno és egy Szio nevű titokzatos nő a fejpántot és apja, Rokutaro földi maradványát, az állkapcsát magukkal viszik.
Szio célja, hogy Rokutarót Dharman, az őrült tudós segítségével feltámasztva álljon bosszút Afrón, amiért annyi embert, köztük a rokonait megölte. Afrót most már csak az vezérli, hogy apja méltóképp nyugodhasson, útján ismét társa lesz Nindzsa Nindzsa. Afro megjavíttatja kopott kardját és a Második fejpántját indul megszerezni, hogy megküzdhessen az Első fejpántját birtokló Szióval, akiről kiderül, hogy Dzsinno húga.
Afro az Üres Hetek utolsó élő tagjától, 3-as testvértől, miután rajtakapja, hogy csal egy kockajátékon, megtudja, hogy egy Sicsigoro nevű férfinél van a fejpánt. Afro épp Sicsigoro fogadott fiát, Kotarót menti meg egy rablótól. Sicsigoro megköszöni és meghívja falujába, ahol párbajra hívja ki. A faluban épp fesztivál kezdődik, s ezt kihasználva Szio orgyilkosokat rejt el, hogy Afrót tartsák távol céljától és öljék meg Sicsigorót. A párbajban Afro végez Sicsigoróval és az orgyilkosokkal, Kotaro pedig bosszúra szomjazva követni kezdi őt.
Afro elpusztít három kiborg harcost, akik egykor Szio rokonai voltak. Szio megöli Dharmant és idő előtt feltámasztja Rokutarót, így egy elme nélküli gyilkos robot lesz belőle. Miután megfojtotta és látszólag meggyilkolta Afrót, Dzsinnóban felébrednek egykori barátja iránti érzései és megpróbálja elpusztítani Rokutarót, de az őt és Sziót is megöli. Dzsinno robotteste elektromos töltést ad Szio vérén keresztül Afro újraélesztéséhez. Miután legyőzte Rokutarót, Afro visszaveszi az Első fejpántját, a Másodikét pedig Kotarónak adja és elmondja neki, ha úgy érzi, felkészült a harcra, keresse meg. Ezzel újraindul a fejpántokért vívott véres körforgás.

## Szereplők
| Szereplő        | Angol hang                                | Magyar hang                                |
| --------------- | ----------------------------------------- | ------------------------------------------ |
| Afro            | Samuel L. Jackson Phil LaMarr (tinédzser) | Galambos Péter Szvetlov Balázs (tinédzser) |
| Nindzsa Nindzsa | Samuel L. Jackson                         | Kassai Károly                              |
| Szio            | Lucy Liu Ariel Winter (fiatal)            | Kökényessy Ági Pekár Adrienn (fiatal)      |
| Dzsinno / Kuma  | Yuri Lowenthal                            | Molnár Levente                             |
| Dharman         | S. Scott Bullock                          | Láng Balázs                                |
| Rokutaro        | Greg Eagles                               | N/A                                        |
| Sicsigoro       | Liam O’Brien                              | Szűcs Péter Pál                            |
| Kotaro          | Zachary Gordon                            | Straub Norbert                             |
| Bin             | Mark Hamill                               | Czvetkó Sándor                             |
| Tomoe           | Grey DeLisle                              | N/A                                        |
| 1-es testvér    | Phil LaMarr                               | Barbinek Péter                             |
| 3-as testvér    | Jeff Bennett                              | Izsóf Vilmos                               |
| odenboltos      | Mark Hamill                               | Fehér Péter                                |
| DJ              | RZA                                       | N/A                                        |

## Megjelenések
Az Afro szamuráj: Feltámadás bemutatója a Spike televízióadón volt 2009. január 25-én. DVD-n 2009. február 3-án jelent meg, a PlayStation Store 2009 májusától tette elérhetővé. A filmet a San Diegó-i Ázsiai Filmfesztiválon is bemutatták 2009. október 16-án. A Funimation YouTube-csatornáján 2011. július 31. és augusztus 5. között volt megtekinthető. 2012 januárjától a Netflix szolgáltatásán is elérhetővé vált.
Magyarországon az Animax vetítette négy részben 2010. április 17–18-án.

## Filmzene
A film zenéjét RZA szerezte. Az Afro szamuráj és az Afro szamuráj: Feltámadás zenéjét tartalmazó album 2009. január 27-én jelent meg a Wu Music Group és a Koch Records kiadásában.
| The RZA Presents: Afro Samurai Resurrection The Soundtrack dallista | The RZA Presents: Afro Samurai Resurrection The Soundtrack dallista                                                                                           | The RZA Presents: Afro Samurai Resurrection The Soundtrack dallista | The RZA Presents: Afro Samurai Resurrection The Soundtrack dallista | The RZA Presents: Afro Samurai Resurrection The Soundtrack dallista | The RZA Presents: Afro Samurai Resurrection The Soundtrack dallista | The RZA Presents: Afro Samurai Resurrection The Soundtrack dallista | The RZA Presents: Afro Samurai Resurrection The Soundtrack dallista | The RZA Presents: Afro Samurai Resurrection The Soundtrack dallista | The RZA Presents: Afro Samurai Resurrection The Soundtrack dallista |
| #                                                                   | Cím | Hossz                                                               |                                                                     |                                                                     |                                                                     |                                                                     |                                                                     |                                                                     |                                                                     |
| ------------------------------------------------------------------- | --- | ------------------------------------------------------------------- | ------------------------------------------------------------------- | ------------------------------------------------------------------- | ------------------------------------------------------------------- | ------------------------------------------------------------------- | ------------------------------------------------------------------- | ------------------------------------------------------------------- | ------------------------------------------------------------------- |
| 1.                                                                  | Combat (Afro Season II Open Theme) (előadók: RZA, P. Dot) | 2:50                                                                |                                                                     |                                                                     |                                                                     |                                                                     |                                                                     |                                                                     |                                                                     |
| 2.                                                                  | You Already Know (előadók: Inspectah Deck, Kool G Rap, Suga Bang Bang)                                                                                        | 2:48                                                                |                                                                     |                                                                     |                                                                     |                                                                     |                                                                     |                                                                     |                                                                     |
| 3.                                                                  | Blood Thicker Than Mud „Family Affair” (előadók: Reverend William Burk, Sly Stone, Stone Mecca)                                                               | 3:33                                                                |                                                                     |                                                                     |                                                                     |                                                                     |                                                                     |                                                                     |                                                                     |
| 4.                                                                  | Whar (előadók: Kool G Rap, Ghostface Killah, RZA, Tash Mahogany)                                                                                              | 4:25                                                                |                                                                     |                                                                     |                                                                     |                                                                     |                                                                     |                                                                     |                                                                     |
| 5.                                                                  | Girl Samurai Lullaby (előadók: Rah Digga, Stone Mecca) | 3:21                                                                |                                                                     |                                                                     |                                                                     |                                                                     |                                                                     |                                                                     |                                                                     |
| 6.                                                                  | Fight For You (előadó: Thea Van Seijen) | 2:01                                                                |                                                                     |                                                                     |                                                                     |                                                                     |                                                                     |                                                                     |                                                                     |
| 7.                                                                  | Bitch Gonna Get Ya’ (előadó: Rah Digga) | 3:37                                                                |                                                                     |                                                                     |                                                                     |                                                                     |                                                                     |                                                                     |                                                                     |
| 8.                                                                  | Bloody Days Bloody Nights (előadók: Prodigal Sunn, Thea Van Seijen)                                                                                           | 1:47                                                                |                                                                     |                                                                     |                                                                     |                                                                     |                                                                     |                                                                     |                                                                     |
| 9.                                                                  | Kill Kill Kill (előadó: Rugged Monk) | 2:44                                                                |                                                                     |                                                                     |                                                                     |                                                                     |                                                                     |                                                                     |                                                                     |
| 10.                                                                 | Nappy Afro (előadó: Boy Jones) | 3:36                                                                |                                                                     |                                                                     |                                                                     |                                                                     |                                                                     |                                                                     |                                                                     |
| 11.                                                                 | Bloody Samurai (előadók: Black Knights, Dexter Wiggles, Thea Van Seijen)                                                                                      | 3:34                                                                |                                                                     |                                                                     |                                                                     |                                                                     |                                                                     |                                                                     |                                                                     |
| 12.                                                                 | Dead Birds (előadók: Killah Priest, Prodigal Sunn, Shavo Odadjian)                                                                                            | 2:22                                                                |                                                                     |                                                                     |                                                                     |                                                                     |                                                                     |                                                                     |                                                                     |
| 13.                                                                 | Arch Nemesis (előadók: Ace, Moe Roc) | 2:48                                                                |                                                                     |                                                                     |                                                                     |                                                                     |                                                                     |                                                                     |                                                                     |
| 14.                                                                 | Brother’s Keeper (előadók: RZA, Reverend William Burk, Infinite)                                                                                              | 3:42                                                                |                                                                     |                                                                     |                                                                     |                                                                     |                                                                     |                                                                     |                                                                     |
| 15.                                                                 | Yellow Jackets (előadók: Ace, Moe Roc) | 3:04                                                                |                                                                     |                                                                     |                                                                     |                                                                     |                                                                     |                                                                     |                                                                     |
| 16.                                                                 | Take The Sword Part III (előadók: 60 Second Assassin, Leggezin, Crisi, Christ Bearer, Rugged Monk, Tre Irie, Kinetic 9, Bobby Digital, Reverend William Burk) | 10:50                                                               |                                                                     |                                                                     |                                                                     |                                                                     |                                                                     |                                                                     |                                                                     |
| 17.                                                                 | Number One Samurai (Afro Season II Outro) (előadók: RZA, 9th Prince)                                                                                          | 2:56                                                                |                                                                     |                                                                     |                                                                     |                                                                     |                                                                     |                                                                     |                                                                     |
| 59:58                                                               | |                                                                     |                                                                     |                                                                     |                                                                     |                                                                     |                                                                     |                                                                     |                                                                     |

## Fogadtatás
Zac Bertschy az Anime News Networktől egy „nagyszerű filmnek” nevezte az Afro szamuráj: Feltámadást, „hihetetlen animációval, látványos akciójelenetekkel és a Ghostface ütős zenéjével”. Bertschy megjegyezte, hogy a cselekmény csak „kirakat”, mert ha az Afro szamuráj semmiről sem szól, akkor „menő”. Kritikával illette, hogy a történet csak akciójelenetek egymásba fűzése, és a film előrehaladtával világossá válik, hogy mennyire gyengén megírt a forgatókönyv. A Hyper dicsérte az alkotómunkát: „a stilizált pózok és az éles, dinamikus látványelemek már régóta e sorozat védjegyei, és ez igaz marad [az animében]”. A 2009-es Primetime Emmy-díj Kiemelkedő animációs program kategóriájában alulmaradt a Fosterék háza képzeletbeli barátoknak rajzfilmmel szemben. Ikeda Sigemi művészeti vezető azonban ugyanebben az évben elnyerte a Primetime Emmy-díjat Kiemelkedő egyéni teljesítmény animációban kategóriában.

## Díjak és jelölések
| Év        | Díj                | Kategória                                  | Jelölt(ek) | Eredmény |
| --------- | ------------------ | ------------------------------------------ | --- | -------- |
| 2009      | Primetime Emmy-díj | Kiemelkedő egyéni teljesítmény animációban | Ikeda Sigemi (művészeti vezető) | Elnyerte |
| 2009      | Primetime Emmy-díj | Kiemelkedő animációs program               | Leo Chu, Eric Garcia, Isikava Sinicsiro, Samuel L. Jackson, Arthur Smith, Hori Júdzsi (animációs producer) Hajasi Kenicsi (animációs producer), Okazaki Takasi, Mutó Jaszujuki, Josh Fialkov, Eric S. Calderon, Kizaki Fuminori | Jelölve  |
| Források: |                    |                                            | |          |